# Gerontofilie (film)
Gerontofilie (v originále Gerontophilia) je kanadský hraný film z roku 2013, který režíroval Bruce LaBruce podle vlastního scénáře. Film popisuje vztah mladíka a starého muže.

## Děj
Osmnáctiletý Lake má sice přítelkyni Desirée, ovšem přitahují ho postarší muži. Když mu matka sežene brigádu v domově důchodců, sblíží se s jedním z tamních klientů, panem Melvinem Peabodym. Jejich vztah se stává mileneckým, což neunikne pozornosti personálu. Lakova matka je šokována, Desirée již měla jisté podezření, přesto pomůže Lakovi tajně odvést Melvina ze sanatoria, neboť podporuje všechny revoluční činy. Navíc obdivuje Laka za to, jak se starostlivě chová ke všem lidem ve svém okolí. Lake jede s Malvinem přes celou Kanadu k Tichému oceánu, který chce Melvin ještě naposledy v životě vidět. Cestou oslaví Malvinovy 81. narozeniny.

## Obsazení
| Pier-Gabriel Lajoie       | Lake           |
| Walter Borden             | Melvin Peabody |
| Katie Boland              | Desirée        |
| Marie-Hélène Thibault     | Marie          |
| Yardly Kavanagh           | ošetřovatelka  |
| Jean-Alexandre Létourneau | Kevin          |
| Brian D. Wright           | pan Guerrero   |
| Nastassia Markiewicz      | prodavačka     |